# BBC 사우스
BBC 사우스 (BBC South)는 햄프셔 주, 아일오브와이트 주, 웨스트서식스 주 (대부분 지역), 도싯 주 (동부와 중부), 글로스터셔 주 (동부), 옥스퍼드셔 주 (남부와 동부), 노샘프턴셔 주 (남부), 버크셔 주 (서부), 버킹엄셔 주와 서리 주 그리고 윌트셔 주의 일부 지역을 대상으로 한 BBC 잉글랜드 지방 방송이다.

## 방송

### 텔레비전
BBC 사우스의 텔레비전 방송 프로그램은 BBC One을 통해 방송되며, 지역 대표 뉴스인 《BBC 사우스 투데이》 (옥스퍼드 송신소에서 내보내는 자체방송 포함)과 화제 보도 프로그램 《인사이드 아웃》, 그리고 《선데이 폴리틱스》 중반에 트는 20분짜리 자체편성으로 구성되어 있다. 늦은밤 축구소식 프로그램인 《레이트 킥 오프》는 BBC 웨스트, BBC 사우스웨스트, 그리고 독립제작사인 퍼골 미디어와 공동 제작한다.
BBC 사우스는 가끔씩 지역 다큐멘터리를 제작 방송하기도 한다. 가장 최근에는 《타이타닉 - 사우샘프턴의 기억》과 《시 시티》가 있다. 전자의 경우 2012년 4월 방송된 프로로 타이타닉 선원 대다수의 고향이기도 했던 사우샘프턴에 닥친 타이타닉 참사의 영향을 다룬 것이며, 후자의 경우 사우샘프턴 항의 풍경을 다룬 것으로 2013년 1월에 첫방송되고 2014년 3월에 시즌2를 찍었다.

### 라디오
BBC 사우스는 BBC 라디오 옥스퍼드, BBC 라디오 버크셔, BBC 라디오 솔런트 등의 지역 라디오 방송국들을 총괄한다.
라디오 솔런트, 라디오 옥스퍼드, 라디오 버크셔는 오전 5시부터 다음날 오전 1시까지 방송되며 지역 프로그램 방송은 오전 5시부터 오후 7시까지 매주 평일에 편성된다. 이 세 방송국은 매일 저녁마다 BBC 사우스이스트 방송권역내 지역방송국 두 곳과 함께 공동 네트워크 프로그램을 진행하고 있다. 방송을 마친 후 심야 시간대에는 BBC 라디오 5 라이브의 프로그램을 중계 편성하고 있다.

### 온라인과 상호 방송
BBC 사우스는 BBC 레드 버튼에 지방 뉴스와 지역 라디오 페이지, BBC 로컬 뉴스 전용 웹사이트도 제공하고 있다.

## 역사
BBC의 사우샘프턴 지역 대상 텔레비전 방송은 1961년 1월 5일 《6시의 사우스》(South at Six) 방송 개시와 함께 시작되었다. 당시 진행자는 서던 텔레비전을 퇴사한 마틴 먼캐스터였다. 1967년에는 브루스 파커가 BBC 사우스에 합류하였으며 이후 30여년간 《사우스 투데이》의 진행을 맡아 BBC 사우스 내에서 가장 오랫동안 진행을 맡은 사람이 되었다.
1969년, 《사우스 투데이》가 전국 프로그램인 《네이션와이드》의 일부로 편입되어, 본 프로그램의 지역 뉴스 시간대에 자체편성을 하는 방식으로 방송되었다. 이후 《네이션와이드》가 종영되고 후속 프로로 편성된 《식스티 미니츠》마저 1984년에 방송을 끝내면서, 《사우스 투데이》는 단독 프로그램으로 복귀하였다. 이후로는 TVS의 뉴스 프로 《코스트 투 코스트》 (현재는 종영)와 《ITV 뉴스 머리디언》과 지역 시청률 경쟁을 벌이고 있다.
BBC 사우스는 규모와 체계 개편을 수차례 거쳤다. 2000년 10월 16일에는 BBC 사우스이스트에 속해 《뉴스룸 사우스이스트》를 내보냈던 옥스퍼드 송신소의 방송권역이 BBC 사우스로 넘어가, BBC 사우스의 자체방송인 《사우스 투데이》를 방송하는 것으로 변경되었다. 이와 더불어 2012년 3월 7일에는 화이트호크힐 송신소의 디지털 방송 전환에 따라 브라이턴 호브가 BBC 사우스이스트의 방송대상으로 편입되었다.

## 스튜디오

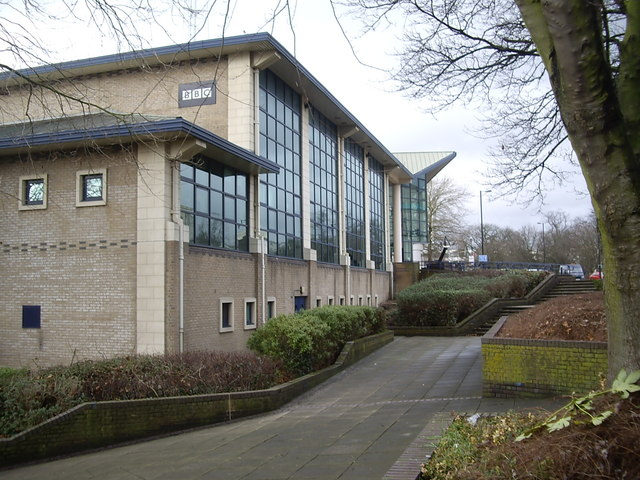
사우샘프턴 헤이브로크 로에 위치한 BBC 사우스의 스튜디오 센터

BBC 사우스의 지역방송 센터는 사우샘프턴에 있으며 지역 라디오와 텔레비전 스튜디오는 브라이턴, 옥스퍼드, 포츠머스, 레딩 등지에 산재해 있다.
1991년 지금의 스튜디오로 이전하기 전까지 BBC 사우스는 사우샘프턴 터미너스 역 옆에 위치한 옛 호텔 건물인 사우스웨스턴하우스를 사옥으로 썼다. 이곳 1층은 대서양 정기 항로의 승객들을 위한 시설을 제공했던 곳이며, 나중에는 노르망디 상륙 작전 동안 군사본부로 쓰였다. 사우샘프턴 항이 시원하게 펼쳐진 조망으로 유명한 곳이었으며 퀸 메리호의 입항 순간이 촬영되는 등 여러 사건이 쓰여진 자리이기도 했다. 다만 카메라는 건물 지붕에서만 설치될 수 있었던 데다가 사우스웨스턴하우스에서 썼던 장비들은 다른 BBC 지역국에서 가져왔거나 중개로 들여온 것이라 믿지 못할 기술로 악명이 높았다. 1970년대에는 컬러 텔레비전 방송이 개시되면서 사옥을 대규모로 재공사하게 되었는데, 그 결과 메인 스튜디오 한 곳 (《사우스 투데이》용 스튜디오)와 뉴스 단신과 막간방송을 위한 작은 보도 스튜디오가 새로 만들어졌다. 작은 스튜디오의 카메라는 바깥 복도에 설치해 방 안을 바라보도록 하는 경우가 일반적이었다.
1991년, BBC 사우스는 사우샘프턴의 헤이브로크 로에 위치한 새로운 전용 사옥으로 이전했다. 이곳은 도시 끝쪽의 언덕면에 지어진 건물로 바로 지하에는 열차 터널이 지나갔다. 부지가 경사진 덕에 이전 건물과는 비교도 안 되게 1층 공간을 넓게 활용할 수 있게 되었다. 신사옥에는 새로 도입한 장비와 기술, 라디오 스튜디오 (BBC 라디오 솔런트용)와 편집실도 들어섰다.
센터 내에는 스튜디오가 두 곳 있다. 스튜디오 A는 큰 규모로 《사우스 투데이》 촬영을 위해 쓰이며 관객 수용이 가능하다. 스튜디오 B는 작은 규모로 이따금씩 《사우스 투데이》가 촬영되나 원래는 옥스퍼드 자체편성 프로그램용으로 만들어졌다. 지금은 미팅룸으로 쓰이고 있다.

## 같이 보기
- BBC 잉글리시 리전스
- BBC 사우스 투데이
- BBC 라디오 버크셔
- BBC 라디오 옥스퍼드
- BBC 라디오 솔런트